# Juhani Syrjä
Juhani Syrjä, född 7 juni 1943 i Juupajoki, är en finländsk författare.
Syrjä var 1965–1976 förlagsredaktör vid Gummerus förlag. Som författare debuterade han med romanen Neitsytpoika (1970), som följts av en rad prosaverk, där han gärna experimenterar med form och språk. En tyngdpunkt i författarskapet är den originella episka svit som bygger på faderns liv, från inbördeskriget fram till mitten av 1980-talet: Juho 18 (1998), Juho 19–33 (1999), Juho 34–63 (2000) och Juho 63–84 (2001). Syrjä har även framträtt som essäist i samlingen Aurinkovuoren pirut (1988) och dagboksvolymen Kirjailijan päiväkirja (2003)
År 2000 erhöll han Pro Finlandia-medaljen.
Juhani Syrjä är bror till författaren Jaakko Syrjä.